# Þórsnes
Þórsnes (”Torsnäs”) är en udde på norra sidan av halvön Snæfellsnes vid Breiðafjörður i regionen Västlandet på Island, cirka 110 km norr om huvudstaden Reykjavik. Þórsnes avgränsas i väster och öster av de mindre fjordarna Hofsvogur och Vigrafjörður (Sauravogur). Mitt på Þórsnes ligger berget Helgafell, som de första bosättarna uppfattade som ett heligt berg där de alla skulle finna bostad efter döden. Sydost om berget låg under medeltiden klostret Helgafell, i det område som i dag kallas Klausturhólar.
Det största samhället på Þórsnes är Stykkishólmur, som uppstod som utskeppningsplats på 1550-talet till följd av sin naturliga hamn i skydd av ön Súgandisey och skäret Stykkið.

## Historia
Hur Þórsnes bebyggdes omtalas i Eyrbyggja saga och i Landnámabók.
Torolf (Þórólfr) Örnolfsson Mostrarskegg hette en hövding och Torsgode från ön Mostr i Norge. Han blev ovän med kung Harald Hårfager och tvingades år 884 att med sitt husfolk fly till Island. Då de kommit till den fjord som Torolf själv gav namnet Breiðafjörður kastades högsätesstolparna överbord. På dessa fanns utskurna bilder av Tor och man trodde att guden själv nu skulle leda dem till deras nya land. Stolparna drev i land på Þórsnes, troligen vid Haugsnes som skjuter ut som en liten udde från stranden av Jónsnes. Här byggde Torolf gården Hofstaðir och ett hov till guden Tor. Han inrättade också ett ting, beläget på den plats ”där Tor kommit i land”.
Så här skriver Eyrbyggja saga:
”Landet mellan Vigrafjorden och Hovsvågen kallade Torolf Torsnäset (Þórsnes). På det näset reser sig ett ensamt berg, och på det berget trodde Torolf så mycket, att dit fick ingen skåda otvagen, och man fick inte jaga eller ansätta något levande där, vare sig fä eller människor, utan det fick gå sin väg självmant. Det berget kallade han Helgafell, och han trodde att dit skulle han själv komma när han dött, och likaså alla hans fränder på näset.
Ute på näsets tånge där Tor kommit i land lät han fälla alla domar och inrätta ett häradsting. Där var också en så helig plats att han inte ville låta besudla gräsvallen, vare sig med utgjutet blod eller när man gjorde sitt tarv. Därtill togs i stället ett skär, som kallades Dritskär.” (Dritsker, d.v.s. ”Skitskäret”)

### Striden på Torsnästinget
Efter Torolfs död år 918 uppstod en maktkamp mellan torsnäsingar och en ätt som i sagorna kallas ”kjalleklingar”, då den härstammade från landnamsmannen Kjallak den gamle. Konflikten kulminerade på tinget 932. Kjalleklingarna ansåg att torsnäsingarna överdrev tingsplatsens helighet och att vägen till Dritsker (”Skitskäret”) var alldeles för lång. Man borde få uträtta sina naturbehov på närmare håll, tyckte de, men när de stod i begrepp att omsätta denna önskan i praktisk handling greps torsnäsingarna av helig förbittring. En häftig strid följde med stort manfall på bägge sidor, och marken färgades röd av blod, enligt Eyrbyggja. Men också denna blodsutgjutelse innebar att tingsplatsen vanhelgades.
Det är möjligt att kjalleklingarnas brott mot det religiöst förankrade tabu, som Torolf hade infört, var en medveten strategi för att förödmjuka torsnäsingarna och själva tillvälla sig makten. Strategin var i så fall framgångsrik. Konflikten löstes genom medling 934. Tinget flyttades då till nordöstra Þórsnes och upphöjdes till fjärdingsting (fjórðungsþing) för hela Västfjordarna. Samtidigt skedde en maktdelning så att både kjalleklingar och torsnäsingar fick gemensamt ansvar för tingsfriden (friðhelgi). Kjalleklingarnas huvudman blev dessutom utsedd till gode.
Torsnästinget kom att bestå som fjärdingsting fram till Sturlungatidens början, men fortsatte som häradsting (vårting) till medeltidens slut. Under större delen av fristatstiden (þjóðveldið) var Þórsnes ett betydande maktcentrum med den politiska och andliga makten som grannar. Hövdingagården Helgafell (där för övrigt Islands förste historieskrivare Ari  Þorgilsson sägs ha blivit född) låg strax söder om ”det heliga berget” och på sydöstra sidan låg klostret med samma namn. Carl Christian Rafn och Finnur Magnússon framhåller i deras numera klassiska verk Grönlands historiske mindesmærker att det var från Þórsnes tingslag (Þórsnes þing) som alla de stora isländska geografiska upptäcktsfärderna utgick, först till Grönland och sedan vidare till Amerika. Berättelserna om dessa färder nedtecknades och bevarades till eftervärlden av munkar i Helgafells kloster. Klostret, som tillhörde augustinorden, hade ursprungligen legat på Flatey men flyttades till Helgafell 1184.

### Stykkishólmur
Det största samhället på Þórsnes är Stykkishólmur, som till följd av sitt läge i skydd av skäret Stykkið uppstod som exporthamn på 1550-talet. Handelsvaran var främst ejderdun, vadmal, smör och torrfisk. Drivande i denna handel var till en början köpmän från Bremen och Oldenburg, senare också Hansan, men år 1602 införde Kristian IV danskt monopol på all Islandshandel och de tyska köpmännens bodar revs 1608.
Det danska handelsmonopolet missgynnade Island som helhet men var gynnsamt för Stykkishólmur, vilket har lett till att man där varje augusti sedan 1994 brukar fira ”dansktiden” (danskir dagar) med en uppsluppen och opatriotisk fest.